# The Purple Mask (film, 1916)
Pour plus de détails, voir Fiche technique et Distribution.
The Purple Mask est un serial muet américain de 16 épisodes, coréalisé, coécrit et interprété par Francis Ford et Grace Cunard, sorti en 1916. 

## Fiche technique
- Titre : The Purple Mask
- Réalisation : Francis Ford et Grace Cunard
- Scénario : Francis Ford et Grace Cunard
- Photographie : A. H. Vallet
- Pays de production : États-Unis
- Production : Grace Cunard
- Société de production : Universal Film Manufacturing Company
- Format : Noir et blanc - 35 mm - 1,33:1 - Film muet
- Genre : action
- Date de sortie : États-Unis : 25 décembre 1916

## Distribution
- Grace Cunard : Patricia Montez / reine des Apaches
- Francis Ford : Phil Kelly / le Sphinx
- Jean Hathaway : Eleanor Van Nuys
- Peter Gerald : Pete Bartlett, un assistant de Kelly (crédité Pete Gerald)
- Jerome Ash : Bull Sanderson, un assistant de Kelly (crédité Jerry Ash)
- John Featherstone : Stephen Dupont
- John Duffy : Silk Donahue
- Monty Banks : Jacques (crédité Mario Bianchi)
- Joe Moore : Jack Elliott
- Gertrude Short : Mary MacLean
- Tom London : Robert Jackson
- William White : le roi
- Philip Ford : Joe Butts
- Abe Mundon : Wallace Drew